# Diego de Montemayor
Diego de Montemayor (c. 1530 - 1611, Monterrey, Nuevo Reino de León) fue un militar, empresario y funcionario español al servicio de la Corona de Castilla, que exploró y gobernó el Nuevo Reino de León entre los siglos XVI y XVII, además, a su gestión se le atribuye la tercera y definitiva fundación de la ciudad de Monterrey en 1596.

## Origen
No se han encontrado documentos que precisen el lugar y fecha de nacimiento del conquistador ni su fecha de llegada a la Nueva España. Antonio Morales Gómez (1955) y Carlos Pérez Maldonado (1961) sugerían que nació en 1530 en Málaga, pero jamás citaron fuente alguna.

## Carrera en la Nueva España
En 1580, Diego de Montemayor fue nombrado alcalde mayor de la Villa de Santiago del Saltillo. A partir de 1585, fue también uno de los tres tenientes del gobernador Luis de Carvajal y de la Cueva. En 1588 fue nombrado tesorero de la Real Hacienda y Lugarteniente del gobernador de Reino de Nuevo León. Tras el enjuiciamiento inquisitorial hecho a Carvajal, fue nombrado gobernador y capitán general del Reino de Nuevo León, que en ese entonces abarcaba desde el nacimiento del río Pánuco.
En 1591 fue nombrado alcalde ordinario de Saltillo y en 1593 escribano real de esa misma ciudad. En 1596 recibió la autorización para fundar una "villa de españoles" a orillas del río Santa Lucía. Esta autorización incluía la tarea de pacificación de los indios y de la evangelización de la zona. De tener éxito, este sería el tercer intento de fundar una villa de dichas características en esa tierra que hasta entonces seguía siendo hostil para los españoles. Los dos intentos anteriores fueron hechos por los capitanes portugueses Alberto del Canto y Gaspar Castaño de Sosa.
Originalmente, fueron doce las familias de españoles que acompañaron a Montemayor desde Saltillo hasta el río Santa Lucía. De éstas, había nueve parejas casadas, tres hombres sin familia alguna, catorce jóvenes hombres, cuatro mujeres jóvenes y un indio llamado Domingo Manuel. El 20 de septiembre de 1596, Diego de Montemayor fundó la ciudad de Monterrey. Por medio de este nombre, rendía honor al virrey de la Nueva España, Gaspar de Zúñiga y Acevedo, conde de Monterrey.

## Matrimonios e hijos
El primer matrimonio fue con Inés Rodríguez con quien llegó a América procedente del continente europeo y tuvieron a una hija llamada Inés Rodríguez de Montemayor que casó con Baltasar Castaño de Sosa (hermano de Gaspar Castaño de Sosa), su segundo matrimonio fue con María de Esquivel, madre de su único hijo varón conocido: Diego de Montemayor el Mozo, quien le sucedió como gobernador.
Su tercer matrimonio fue con Juana Porcallo, hija de un portugués (según los partes de la Santa Inquisición), quienes algunos autores han identificado como el conquistador Vasco Porcallo, aseveración fuertemente disputada en la historiografía contemporánea, tratándose si acaso de un descendiente posterior. De este matrimonio nació Estefanía de Montemayor y Porcallo, casada con el capitán Alberto del Canto.

## Controversia con Juana Porcallo y Alberto del Canto
Estefanía de Montemayor declaró "que vio al capitán Alberto del Canto con su madre en la cama muchas veces, pero por temor no dijo nada". Del Canto mantuvo una relación adulterina con Juana Porcallo, lo que provocaría la ira de Diego de Montemayor, quien vengó la afrenta de infidelidad matando a su esposa con su propia espada. Tras el feminicidio a su mujer, Diego huiría al norte y viviría una vida en soledad. 
Finalmente, el Virrey exoneró a Diego de todos los cargos, ya que la ley no castigaba la muerte por ese motivo, pues el marido estaba en pleno derecho de hacerlo para lavar una injuria tan ignominiosa a su honra. La descendencia de Alberto del Canto abandonó el apellido del Canto y adoptó el apellido materno Montemayor, relegando al olvido el apellido del fundador de Saltillo. Más tarde, Diego y Estefanía volverían a la ciudad de Monterrey, donde vivieron hasta la muerte del primero en 1611.

## Muerte y entierro
Diego de Montemayor fue enterrado inicialmente en la primera capilla de la ciudad de Monterrey, trasladado posteriormente al Convento de San Francisco de la misma ciudad.
| Predecesor: Luis Carvajal y de la Cueva | Gobernador del Nuevo Reino de León 1588 - 1611 | Sucesor: Diego de Montemayor, el Mozo |